# Ludmila Ryšavá
Ludmila Ryšavá, rozená Sonnevendová (27. června 1908 Olomouc – 24. října 1942 KT Mauthausen) se za protektorátu účastnila domácího protinacistického odboje a byla podporovatelkou členů paravýsadku Anthropoid. Roku 2020 byla místní pravoslavnou církví svatořečena.

## Život

### První manželství s Miloslavem Ortem
Ludmila Sonnevendová se narodila v Olomouci do rodiny Jana Sonnevenda (1880–1942) a Marie Sonnevendové (rozené Lorkové; 1888–1942). Z prvního manželství s Miloslavem Ortem (jmenovala se Ortová) měla tři syny (Jaroslava, Jana a Pavla). Po rozvodu byli její synové svěřeni do péče otce. S matkou Ludmilou se dle rozhodnutí soudu synové vídali jen jednou týdně. První manžel Ludmily – Miloslav Ort musel v rámci vyšetřování po prozrazení úkrytu parašutistů potvrdit, že se jeho synové s matkou ani se Sonnevendovými nestýkali nad rámec rozhodnutí rozvodového soudu. Také se musel zavázat, že syny bude vychovávat v německém duchu. Miloslav Ort jako jeden z mála chirurgů během druhé světové války v Praze přítomných (židovské chirurgy deportovali, němečtí byli na frontě, a v Praze jich zůstaly jednotky) pečoval ve své ordinaci i o doléčované důstojníky SS. Od jednoho z nich se dozvěděl, že o přežití jeho třech synů se jednalo až v Berlíně. A jen árijský původ je tehdy zachránil. Tři nezletilí synové z prvního Ludmilina manželství (Jaroslav, Jan a Pavel) tak přežili druhou světovou válku (uchráněni v původní rodině Miloslava Orta).

### Miloslav Ort a synové z prvního manželství
Jejich otec Miloslav Ort druhou světovou válku také přežil. Po Únoru 1948 měl ale problémy s komunistickým režimem, protože se nikdy netajil odporem k bolševismu. Byl navíc členem různých společnosti, třeba katolické společnosti PAX, která pořádala různé přednášky, návštěvy galerií a podobně. Zemřel ve svých 63 letech a tak se nedožil soudu ve vlastizrádném vykonstruovaném procesu. Z jeho tří synů dva (Jan a Pavel) nakonec z Československa v 60. letech 20. století emigrovali.

### Druhé manželství s Josefem Ryšavým
Druhým manželem Ludmily Sonnevendové (Ortové) byl Josef Ryšavý. Za protektorátu bydlela Ludmila Ryšavá se svým druhým manželem Josefem Ryšavým na adrese Na Kolínské 1224/4. 

### Odbojová činnost, zatčení, věznění, ...
Přes svého otce Jana Sonnevenda byla Ludmila Ryšavá zapojena do odbojové činnosti a do podpory ukrývaných parašutistů, kterým obstarávala potraviny. Působila jako dobrovolná sestra Československého červeného kříže, jenž byl v protektorátu v srpnu 1940 zakázán a zrušen. Řada jeho členů a zaměstnanců pak ale fungovala v ilegalitě a spolupracovala s odbojem. Po prozrazení (18. června 1942) úkrytu parašutistů v kryptě kostela svatého Cyrila a Metoděje v Praze byla Ludmila Ryšavá dne 28. června 1942 zatčena. Zatčeni byli i její otec, matka Marie a Ludmilin druhý manžel Josef. Ludmila byla vězněna v Malé pevnosti v Terezíně spolu se svojí matkou. Za pomoc parašutistům byla odsouzena k trestu smrti. Byla popravena v koncentračním táboře Mauthausen dne 24. října 1942. V tentýž den byla popravena i její matka Marie a manžel Josef Ryšavý.

## Pamětní desky
- Na sloupku vpravo vedle branky, kterou se vchází do předzahrádky domu, kde manželé Ryšaví za protektorátu bydleli (na adrese: Gabčíkova 1224/4, Praha 8 – Libeň), je umístěna (od 27. května 2017) pamětní deska[9][12] s tímto textem: „V tomto domě žili obětaví čelenové odboje / manželé / Ludmila a Josef / RYŠAVÍ / Spolupracovníci výsadku ANTHROPOID, / popraveni nacisty 24.10.1942 v Mauthausenu“.[13]

- Osobu Ludmily Sonnevendové–Ryšavé připomíná kovová pamětní deska (s její fotografií)[3] umístěná (od října 1992)[3] v Národním památníku obětí heydrichiády (v kryptě kostela svatého Cyrila a Metoděje; Praha 2, Resslova 307/9a) s následujícím textem: „NA PAMÁTKU – IN MEMORY OF / LUDMILA SONNEVENDOVÁ-RYŠAVÁ / RODINA ORTOVA – ORT FAMILY / ŘÍJEN 1992 – OCTOBER 1992 / JUNE 27, 1908 – OCTOBER 24, 1942“.[14]

- Jméno Ludmily Ryšavé je uvedeno i na Národním památníku obětí heydrichiády (slavnostně odhaleném 26. ledna 2011) při pravoslavném chrámu sv. Cyrila a Metoděje (Praha 2, Resslova 307/9a) kde je nápis: „PAMÁTCE ODBOJÁŘŮ, SPOLUPRACOVNÍKŮ A PŘÍBUZNÝCH, KTEŘÍ BYLI POPRAVENI 24. ŘÍJNA 1942, 26. LEDNA 1943 A 3. ÚNORA 1944 V KONCENTRAČNÍM TÁBOŘE MAUTHASEN ZA PODPORU PARAŠUTISTŮ A ZA SPOJENÍ S NIMI následuje výčet jmen ... Ryšavá Ludmila roz. Sonnevendová *27.6.1908 .... pokračuje výčet jmen ... HRDINŮM, KTEŘÍ POLOŽILI ŽIVOT ZA SVOBODU VLASTI, VĚNOVALO HLAVNÍ MĚSTO PRAHA ŘÍJEN 2010“.[15] Desku věnovala do památníku rodina jejího prvního manžela Miloslava Orta.[3]

Pamětní desky
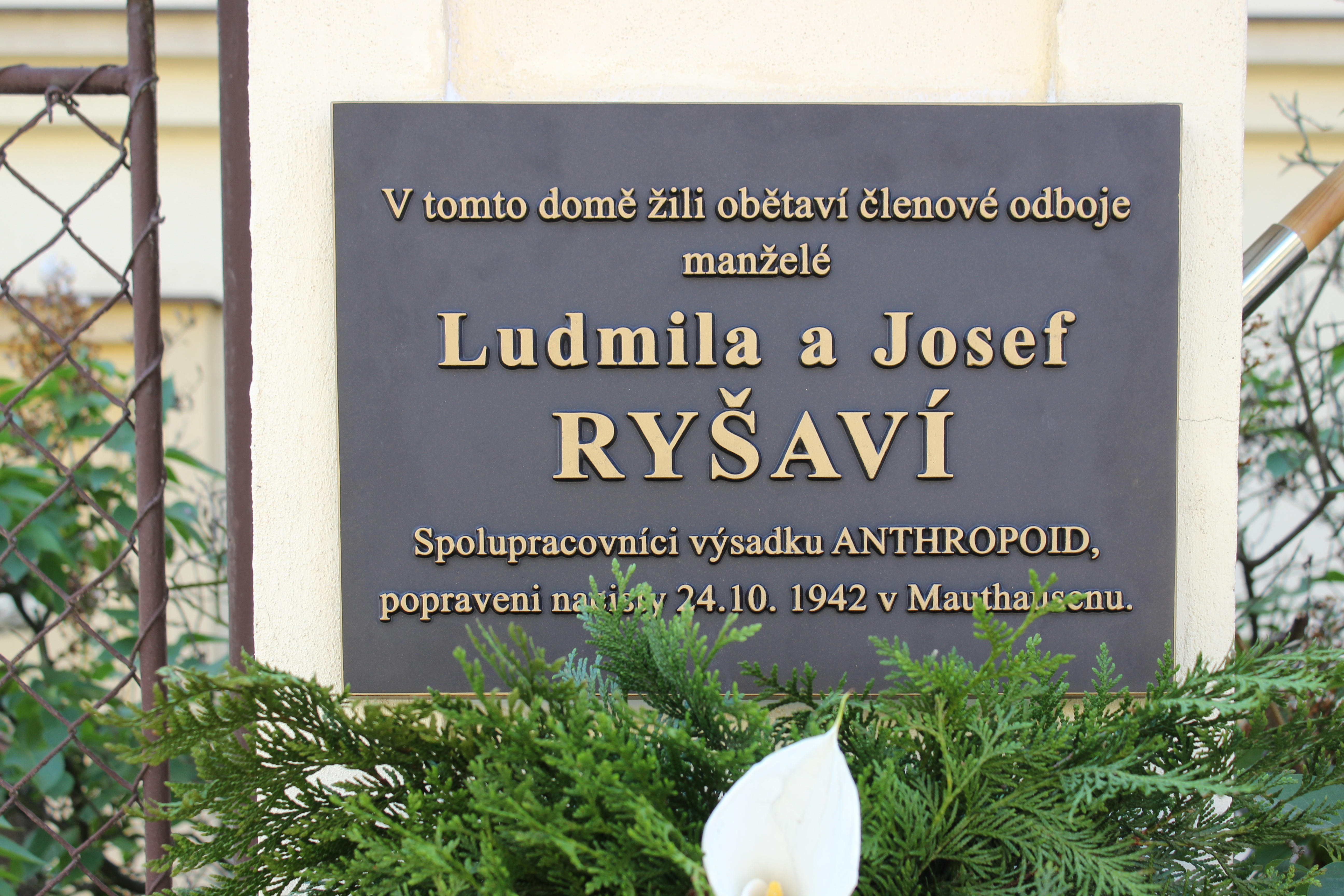
Pamětní deska na sloupku u branky do domu v pražské Gabčíkově ulici (dům číslo 1224/4) v den svého odhalení 27. května 2017.
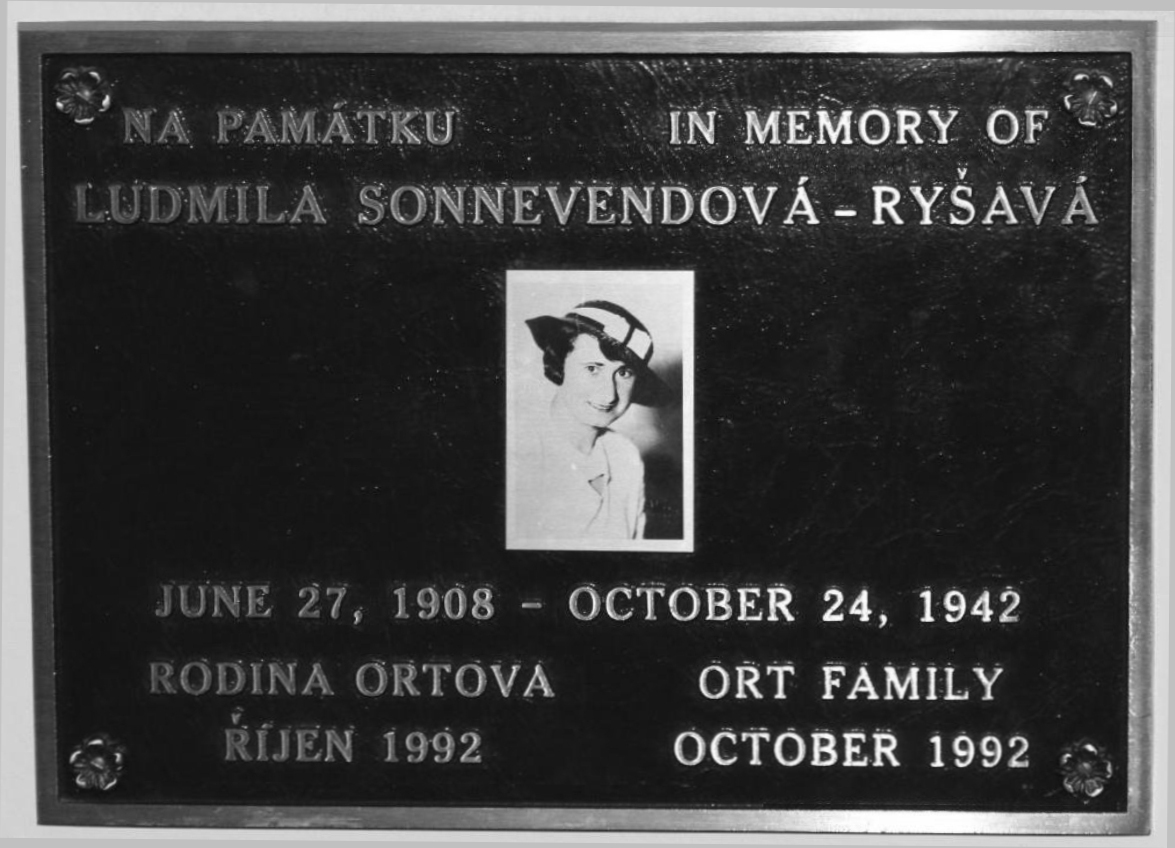
Kovová pamětní deska s fotografií v Národním památníku obětí heydrichiády
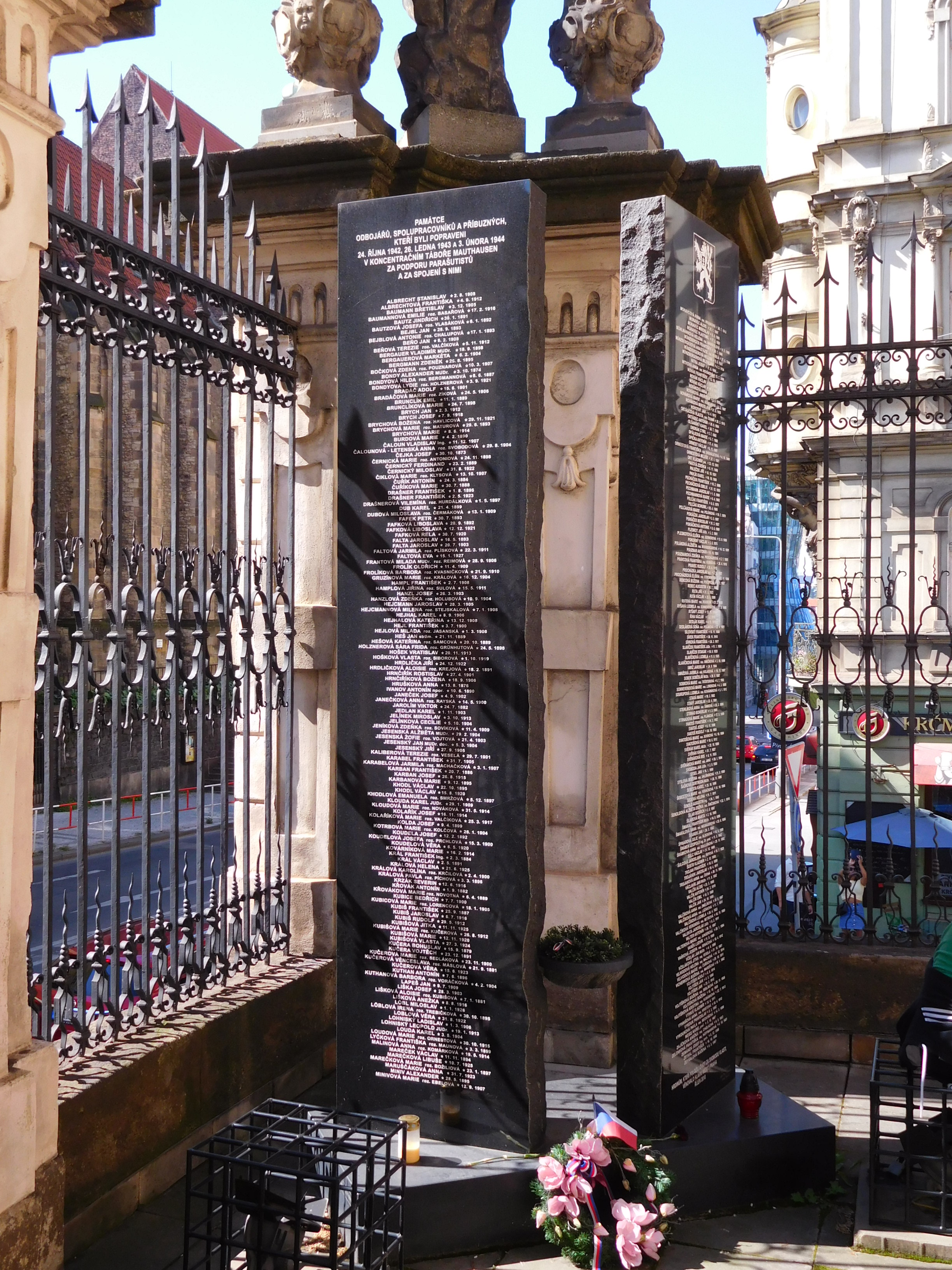
Národní památník obětí heydrichiády (památník odbojářům popraveným a umučeným v souvislosti s operací Anthropoid); Praha 2 – Nové Město, Resslova 307/9a

## Svatořečení
Svatořečena byla Pravoslavnou církví v českých zemích a na Slovensku spolu s dalšími českými novomučedníky při slavnostní liturgii v pražské pravoslavné katedrále sv. Cyrila a Metoděje na Resslově ulici 8. února 2020.